# Xiomara Diaz
Xiomara Díaz, emprenedora nicaragüenca, propietària d'un restaurant (The Garden Cafe) i fundadora d'una organització benèfica. Ella usa les seves connexions comercials per identificar i combatre l'explotació sexual i crear consciència sobre el problema en la seva nació.
La jove empresària (32 anys) va decidir, fa dos anys, crear l'organització Unleash Potential Nicaragua (Up Nicaragua) per treballar amb nenes d'escassos recursos econòmics de Granada i convertir-les en "dones amb un futur brillant".
Actualment atenen 30 nenes en programes de reforçament escolar, classes d'anglès i computació. El programa es manté gairebé íntegrament amb la venda de productes artesanals que ofereixen al seu restaurant "The Garden Cafè" a Granada.
Fou una de les dones triades l'any 2018 per la BBC com una de les 100 dones més influents del món de l'any (100 Women BBC). La sèrie examina la funció de les dones en el segle XXI i té actes tant a Londres com a Mèxic. Una vegada es coneix el nom de les premiades, comença un programa de al BBC anomenat "BBC's women season", de tres setmanes de durada, en el qual s'inclou una emissió i difusió de les premiades, programes en línia, debats i articles relacionats amb el tema de les dones.